# Mecodema aoteanoho
Mecodema aoteanoho es una especie de escarabajo del género Mecodema, familia Carabidae. Fue descrita científicamente por Seldon & Leschen en 2011. Posee un color negro que varía de opaco a brillante, además es una especie incapaz de volar.
Esta especie se encuentra en Nueva Zelanda.